# Campeonato Europeu de Atletismo em Pista Coberta de 2019 - Revezamento 4x400 m feminino
A prova dos 4 x 400 metros feminino do Campeonato Europeu de Atletismo em Pista Coberta de 2019 foi disputada no dia  3 de março de 2019 na Emirates Arena, em Glasgow, no Reino Unido. 

## Recordes
Antes desta competição, os recordes mundiais e do campeonato nesta prova eram os seguintes:
|                       | Nacionalidade | Tempo     | Local      | Data                  |
| --------------------- | ------------- | --------- | ---------- | --------------------- |
| Recorde mundial       | Rússia        | 3m 23s 37 | Glasgow    | 28 de janeiro de 2006 |
| Recorde do campeonato | Reino Unido   | 3m 27s 56 | Gotemburgo | 3 de março de 2013    |
| Recorde europeu       | Rússia        | 3m 23s 37 | Glasgow    | 28 de janeiro de 2006 |

## Medalhistas
| Ouro                                                                                                 | Prata                                                                   | Bronze                                                                               |
| Polónia · Anna Kiełbasińska · Iga Baumgart-Witan · Małgorzata Hołub-Kowalik · Justyna Święty-Ersetic | Reino Unido · Laviai Nielsen · Zoey Clark · Amber Anning · Eilidh Doyle | Itália · Raphaela Boaheng Lukudo · Ayomide Folorunso · Chiara Bazzoni · Marta Milani |

## Cronograma
Todos os horários são locais (UTC +0).
| Data       | Hora  | Evento |
| ---------- | ----- | ------ |
| 3 de março | 20:40 | Final  |

## Resultado
A final foi realizada às 20:40 no dia 3 de março de 2019. 
| Posição           | Nacionalidade | Atleta                                                                               | Tempo   | Notas               |
| ----------------- | ------------- | ------------------------------------------------------------------------------------ | ------- | ------------------- |
| Medalha de ouro   | Polónia       | Anna Kiełbasińska Iga Baumgart-Witan Małgorzata Hołub-Kowalik Justyna Święty-Ersetic | 3:28.77 | Melhor marca do ano |
| Medalha de prata  | Grã-Bretanha  | Laviai Nielsen Zoey Clark Amber Anning Eilidh Doyle                                  | 3:29.55 |                     |
| Medalha de bronze | Itália        | Raphaela Boaheng Lukudo Ayomide Folorunso Chiara Bazzoni Marta Milani                | 3:31.90 |                     |
| 4                 | França        | Déborah Sananes Amandine Brossier Kalyl Amaro Agnès Raharolahy                       | 3:32.12 |                     |
| 5                 | Bélgica       | Cynthia Bolingo Mbongo Hanne Claes Margo Van Puyvelde Camille Laus                   | 3:32.46 | Recorde nacional    |
| 6                 | Suíça         | Cornelia Halbheer Léa Sprunger Fanette Humair Yasmin Giger                           | 3:33.72 | Recorde nacional    |

Legenda
| Recorde mundial       | Recorde mundial (World record)               |                       | Recorde africano                      | Recorde africano (African) |                                           | Q | Classificado por posição (Qualified) |
| Recorde do campeonato | Recorde do campeonato (Championship record)  | Recorde da América    | Recorde da América (Americas)         | q                          | Classificado por melhor tempo (Qualified) |   |                                      |
| Melhor marca do ano   | Melhor marca do ano (World leading)          | Recorde asiático      | Recorde asiático (Asian)              | DNS                        | Não largou (Did not start)                |   |                                      |
| Recorde nacional      | Recorde nacional (National record)           | Recorde europeu       | Recorde europeu (European)            | DNF                        | Não terminou (Did not finish)             |   |                                      |
| Recorde pessoal       | Recorde pessoal do atleta (Personal best)    | Recorde da Oceania    | Recorde da Oceania (Oceania)          | DSQ / DQ                   | Desclassificado (Disqualified)            |   |                                      |
| Recorde da temporada  | Recorde da temporada do atleta (Season best) | Recorde sul-americano | Recorde sul-americano (South America) | NM                         | Sem marca (No mark)                       |   |                                      |